# ماريانا سحاقيان
ماريانا سحاقيان المولودة في 2 سبتمبر عام 1977، لاعبة تنس طاولة لبنانيّة.
شاركت في الألعاب الأولمبية الصيفية 2016 ضمن فئة فردىّ السيدات، حيث تم اقصاؤها في الجولة التمهيدية من قبل Olufunke Oshonaike.

## روابط خارجية
- ماريانا سحاقيان على موقع منظمة تنس الطاولة العالمي (الإنجليزية)
- ماريانا سحاقيان على موقع اللجنة الأولمبية الدولية (الإنجليزية)
- ماريانا سحاقيان على موقع أوليمبيديا (الإنجليزية)